# クレーフェルトの戦い

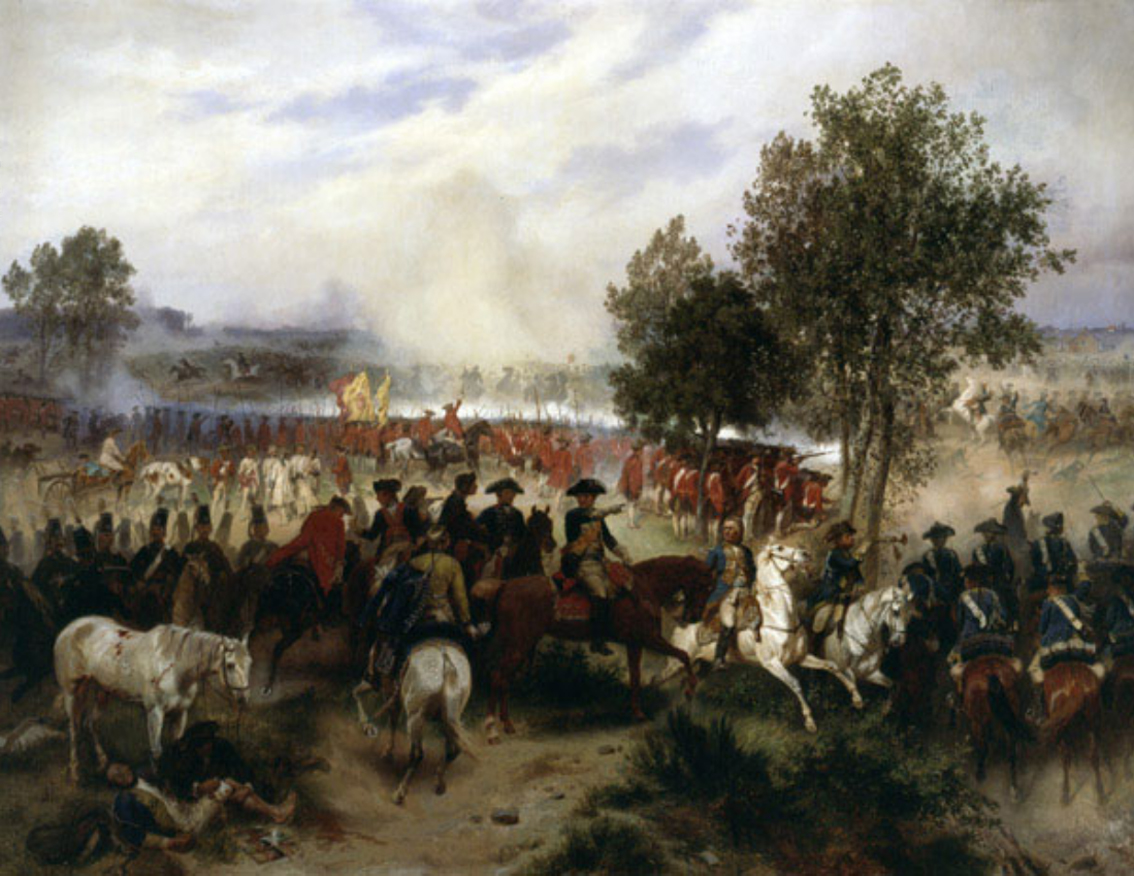
クレーフェルトの戦い。エミール・ヒュンテンの絵画。

クレーフェルトの戦い（ドイツ語: Schlacht bei Krefeld、ヒュッケルスマイの戦い(ドイツ語: Schlacht an der Hückelsmayとも）は七年戦争（1756年-1763年）中の1758年6月27日、ブラウンシュヴァイク＝リューネブルク（ハノーファー選帝侯領）、ブラウンシュヴァイク＝ヴォルフェンビュッテル、イギリス、ヘッセン＝カッセルおよびプロイセン各国の連合軍とフランス軍との間に生起した戦闘である。それは1756年から1763年にかけて、ラインラントで発生した軍事衝突の頂点となった。

## 戦闘の推移
現在はクレーフェルトの市区の一つとなっているフォルストヴァルト一帯の平野において、七年戦争中の1758年6月23日にフェルディナント・フォン・ブラウンシュヴァイク大将率いる連合軍とクレルモン伯爵中将指揮下のフランス軍がクレーフェルトの町の南端で対峙した。フィッシェルンに展開していたフランス軍は、すでに47,000名をもって防塞の、「ヒュッケルスマイ」と名付けられた通路の前面に布陣しており、ケンペンとヒュルスの中間に32,000名を率いて野営していたフェルディナント公が北から来襲することを想定していた。
しかしフェルディナント公はフォルストとアンラートを経由してフランス軍の陣地を迂回した後、南からの攻撃を命じた。公の軍に奇襲される形となったフランス軍は東方へ押され、北の防塞と南の水濠の間に追い込まれるとそこで消耗する。もはや来援が叶わなくなったフランス側の予備部隊は、防塞を北から迂回して来襲したプロイセン軍の騎兵隊と激戦を交えつつ、さらに東への後退を強いられた。夕方遅くには趨勢が決し、フランス軍はひとまずオステラートを経由してノイスに撤退した。

## 戦いの帰結と意義
この一事は「クレーフェルトの戦い」として歴史に名を留めることになる。大いに優勢であったにも拘らず、フランス軍は敗れた。1か月後、フェルディナント公は軍の一部をルールモントに移す。すでに6月の末、彼は別の一軍をデュッセルドルフ要塞の攻囲に回していた。同地のフランス軍守備隊は1758年7月6日に降伏し、フェルディナント公は町を占領することができた。それから彼はユーヒェン近郊のディーク城に本営を移す。その軍はグレーヴェンブローホへ向かい、そこからさらに進んだ。そしてフランス軍が新しい司令官、コンタード侯ルイ・ジョルジュ・エラスム元帥とともにケルンから再び進撃して来るまで後退しなかった。
フェルディナント公は、もはや12名のハノーファー兵が守るのみであったクレーフェルトの町をフランス軍に明け渡す。ヒュッケルスマイの記念碑は、今日なお同地に埋葬された双方の死傷者、2,867名と負傷者および捕虜2,719名を記念している。
ヒュッケルスマイの戦勝を記念するため、クレーフェルトの市民はフェルディナント公の名を冠した通り、「プリンツ＝フェルディナント通り」を捧げた。
かつての戦場のすぐ傍にある、クレーフェルト市のホテル、「ヒュッケルス・マイ」の一室ではフォルストヴァルト市民協会が小さな博物館を運営しており、そこでおよそ10平方メートルのジオラマがヒュッケルスマイの戦いの一部を展示している。
1758年にはネーデルラントの地図製作者、イサーク・ティリオンがフリードリヒ・フォン・デア・ライエンの依頼で戦況図を製作した。

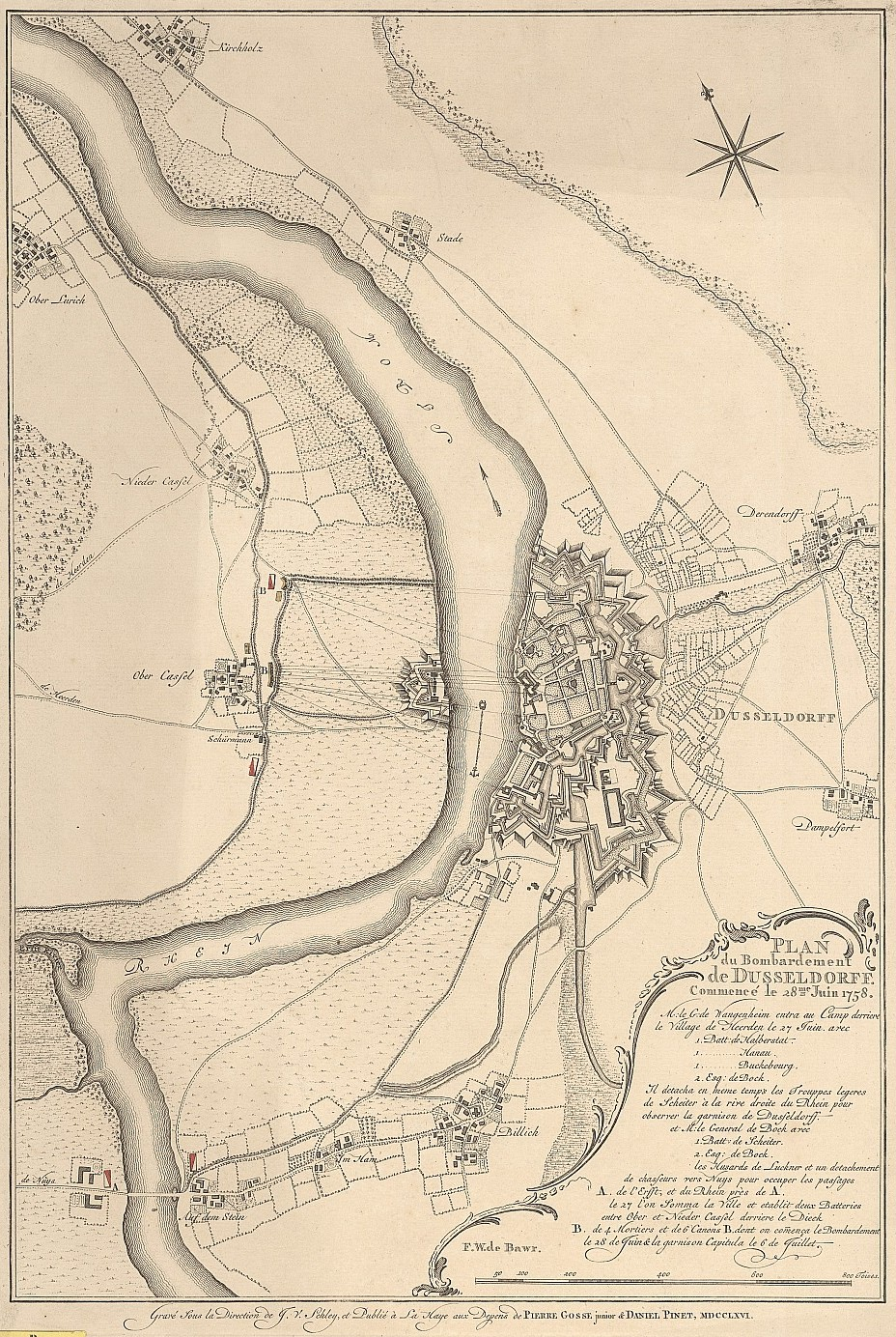
「1758年6月28日のデュッセルドルフ砲撃の地図」、1766年の銅版画。

## 文献
- カール・フォン・デンカー（ドイツ語版）: Die Schlachten und Hauptgefechte des siebenjährigen Krieges. Mit vorherrschender Bezugnahme auf den Gebrauch der Artillerie, in Verbindung mit den beiden andern Hauptwaffen der Armee. E.S. Mittler, Berlin, Posen und Bromberg 1837, P. 131–138 (オンライン版)
- E. O. Schmidt: Deutschlands Schlachtfelder. Fest'sche Verlagsbuchhandlung, Leipzig 1842, P. 125–128 (online オンライン版)
- Christian H. P. von Westphalen: Geschichte der Feldzüge des Herzogs Ferdinand von Braunschweig-Lüneberg. R. Decker, Berlin 1859, P. 159 ff. (online オンライン版)